# Steve Backley
Stephen James Backley, detto Steve (Sidcup, 12 febbraio 1969), è un ex giavellottista britannico.

## Biografia
È stato uno dei migliori giavellottisti degli anni '90, capace di vincere fra il 1990 e il 2002 quattro edizioni consecutive dei campionati europei nella sua specialità.
Ha inoltre vinto due medaglie d'argento ed una di bronzo ai Giochi olimpici e due medaglie d'argento ai campionati mondiali.

## Palmarès
| Anno                                  | Manifestazione    | Sede         | Evento                 | Risultato | Prestazione | Note |
| ------------------------------------- | ----------------- | ------------ | ---------------------- | --------- | ----------- | ---- |
| In rappresentanza della Gran Bretagna |                   |              |                        |           |             |      |
| 1987                                  | Europei juniores  | Birmingham   | Lancio del giavellotto | Oro       | 75,14 m     |      |
| 1988                                  | Mondiali juniores | Sudbury      | Lancio del giavellotto | Argento   | 75,40 m     |      |
| 1989                                  | Universiadi       | Duisburg     | Lancio del giavellotto | Oro       | 85,60 m     |      |
| 1990                                  | Europei           | Spalato      | Lancio del giavellotto | Oro       | 87,30 m     |      |
| 1991                                  | Universiadi       | Sheffield    | Lancio del giavellotto | Oro       | 87,42 m     |      |
| 1991                                  | Mondiali          | Tokyo        | Lancio del giavellotto | 15º (q)   | 78,24 m     |      |
| 1992                                  | Giochi olimpici   | Barcellona   | Lancio del giavellotto | Bronzo    | 83,38 m     |      |
| 1993                                  | Mondiali          | Stoccarda    | Lancio del giavellotto | 4º        | 81,80 m     |      |
| 1994                                  | Europei           | Helsinki     | Lancio del giavellotto | Oro       | 85,20 m     |      |
| 1995                                  | Mondiali          | Göteborg     | Lancio del giavellotto | Argento   | 86,30 m     |      |
| 1996                                  | Giochi olimpici   | Atlanta      | Lancio del giavellotto | Argento   | 87,44 m     |      |
| 1997                                  | Mondiali          | Atene        | Lancio del giavellotto | Argento   | 86,80 m     |      |
| 1998                                  | Europei           | Budapest     | Lancio del giavellotto | Oro       | 89,72 m     |      |
| 1999                                  | Mondiali          | Siviglia     | Lancio del giavellotto | 8º        | 83,84 m     |      |
| 2000                                  | Giochi olimpici   | Sydney       | Lancio del giavellotto | Argento   | 89,85 m     |      |
| 2001                                  | Mondiali          | Edmonton     | Lancio del giavellotto | 14º (q)   | 81,50 m     |      |
| 2002                                  | Europei           | Monaco       | Lancio del giavellotto | Oro       | 88,54 m     |      |
| 2003                                  | Mondiali          | Saint-Denis  | Lancio del giavellotto | 9º        | 80,13 m     |      |
| 2004                                  | Giochi olimpici   | Atene        | Lancio del giavellotto | 4º        | 84,13 m     |      |
| In rappresentanza dell' Inghilterra   |                   |              |                        |           |             |      |
| 1990                                  | Commonwealth      | Auckland     | Lancio del giavellotto | Oro       | 86,02 m     |      |
| 1994                                  | Commonwealth      | Victoria     | Lancio del giavellotto | Oro       | 82,74 m     |      |
| 1998                                  | Commonwealth      | Kuala Lumpur | Lancio del giavellotto | Argento   | 87,38 m     |      |
| 2002                                  | Commonwealth      | Manchester   | Lancio del giavellotto | Oro       | 86,81 m     |      |

## Altre competizioni internazionali
1997
- Coppa Europa di atletica leggera ( Monaco di Baviera)

## Riconoscimenti
- Atleta mondiale dell'anno (1990)

## Altre competizioni internazionali
1989
- Coppa Europa di atletica leggera ( Gateshead)